# Keiko Yokozawa
Keiko Yokozawa est une seiyū née le 2 septembre 1952 à Niigata au Japon.

## Rôles
- Sheeta dans Le Château dans le ciel
- Dorami dans Doraemon
- KiKi dans Malicieuse Kiki